# Palacio de Gobierno del Perú
El Palacio de Gobierno del Perú, llamado también Casa de Gobierno (denominación con la que se fechan los documentos oficiales) o Casa de Pizarro, es la sede principal del Poder Ejecutivo peruano y la residencia oficial del presidente del Perú ubicada en la ciudad capital.
Comprende un área construida de 19 208 m². Se encuentra ubicado en la plaza Mayor del centro histórico de Lima, en la ribera izquierda del río Rímac.
En el mismo emplazamiento, han existido diferentes edificios que han cumplido con la misma función durante cerca de cinco siglos, desde que fuera ocupado en 1535 por el gobernador Francisco Pizarro. Antes, habría sido la residencia del curaca Taulichusco, delegado del gobierno inca en el Valle del Rímac. Durante la época del virreinato, fue conocido como Palacio del Virrey o Palacio Virreinal y fue la residencia de los cuarenta virreyes del Perú. Posteriormente, albergó a los libertadores José de San Martín y Simón Bolívar, y a la mayoría de presidentes de la etapa republicana, aunque algunos de los gobernantes y libertadores residieron constantemente en el Palacio de la Magdalena, ubicado en el distrito de Pueblo Libre.
El edificio actual, diseñado por el arquitecto Ricardo de Jaxa Malachowski en 1926, fue inaugurado en 1938, durante la segunda presidencia de Óscar R. Benavides. La fachada es de estilo neobarroco de inspiración francesa, mientras que la fachada lateral, que da a la calle Palacio y donde está la puerta de entrada, es de estilo neoplateresco.
En las instalaciones, trabajan unas doscientas personas. El ala izquierda del edificio (la que da a la calle Pescadería o cuadra 1 del jirón Carabaya) fue ocupada, hasta el segundo gobierno de Fernando Belaúnde Terry, por el Ministerio de Justicia y Derechos Humanos del Perú. Actualmente, en esa sección se encuentra la sede de la Presidencia del Consejo de Ministros.

## Historia

### Construcción

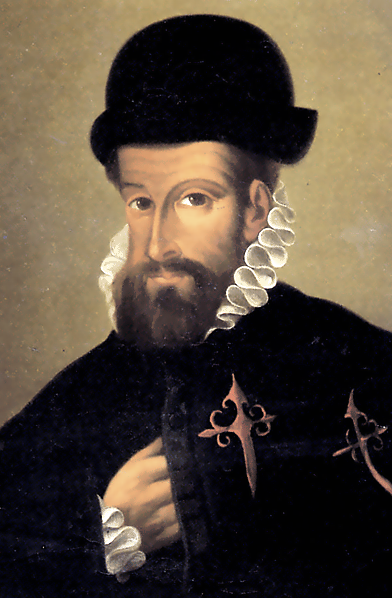
Retrato del marqués Francisco Pizarro, fundador de Lima y primer propietario del palacio.

La casa de gobierno actual se levanta en el mismo solar que Francisco Pizarro reservó, al fundar, en la mañana del 18 de enero de 1535 y en tierras del curaca Taulichusco, la Ciudad de los Reyes, para que fuera su residencia y futura sede de la gobernación de Nueva Castilla. A lo largo de cuatrocientos setenta años, seis terremotos, cuatro saqueos y tres incendios destruyeron parcial o totalmente el edificio. Sin embargo, mantuvo a través de sus muchas reedificaciones la disposición y planta semejantes a las que Pizarro diseñó tras la fundación de Lima, que se llevaron a cabo en el lugar donde hoy se extiende la Plaza Mayor.
Así, según la costumbre española, se asignaron a la iglesia y al cabildo los solares más cercanos a la plaza, luego se procedió a repartir los solares entre los vecinos de la ciudad de Jauja, que fue fundada como la primera capital de estos territorios, y los demás conquistadores, habiéndose realizado la distribución de acuerdo con el plano de la ciudad, denominado Damero de Pizarro, delineado, en pergamino y después a cordel, por Nicolás de Ribera y Laredo, el capitán Diego de Agüero y el piloto Francisco Quintero, quienes la dividieron en ciento diecisiete manzanas, cada una con cuatro solares o terrenos que Francisco Pizarro asignó a sus hombres de acuerdo con la jerarquía que tenían.
Pizarro se adjudicó los cuatro solares que formaban la manzana ubicada al norte de la plaza, es decir toda la séptima manzana de la hilera contigua al río Rímac, donde existía una huaca del ídolo del valle y desde donde podía defenderse mejor de las asonadas y también de los mismos conquistadores ya embarcados en luchas internas. La casa del gobernador fue sencilla y sin ningún alarde de arquitectura. El marqués Pizarro era hombre de costumbres sobrias y no tuvo tiempo para emprender una obra suntuosa.
La edificación de la época fue de adobe y siguiendo los usos de Castilla: dos grandes patios y amplios espacios destinados a la tropa y caballerizas. Las cajas reales con los Quintos del Rey eran guardados bajo triple llave y el Ayuntamiento originalmente funcionó en la casa del gobernador Pizarro. Una amplia y tendida escalinata, paralela a lo que hoy es la calle Palacio, conducía a las habitaciones del gobernador. El trazo de esta escalera y la higuera que según la leyenda fue sembrada por el conquistador, es lo poco que actualmente queda del siglo XVI. El 26 de junio de 1541 la casa de Pizarro fue saqueada por los Caballeros de la Capa, quienes irrumpieron en la edificación logrando asesinar a Pizarro.

### Virreinato

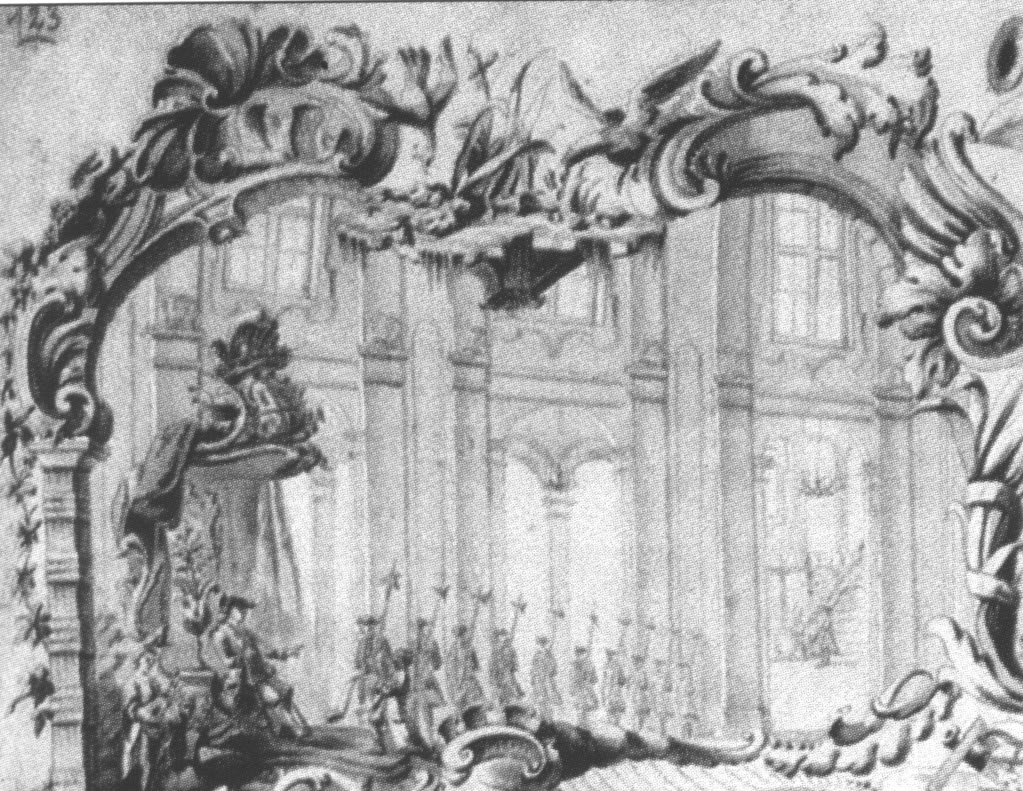
Aspecto interior del Palacio Virreinal de Lima. Se observa el trono del virrey del Perú y los alabarderos de la Guardia Real de Infantería.

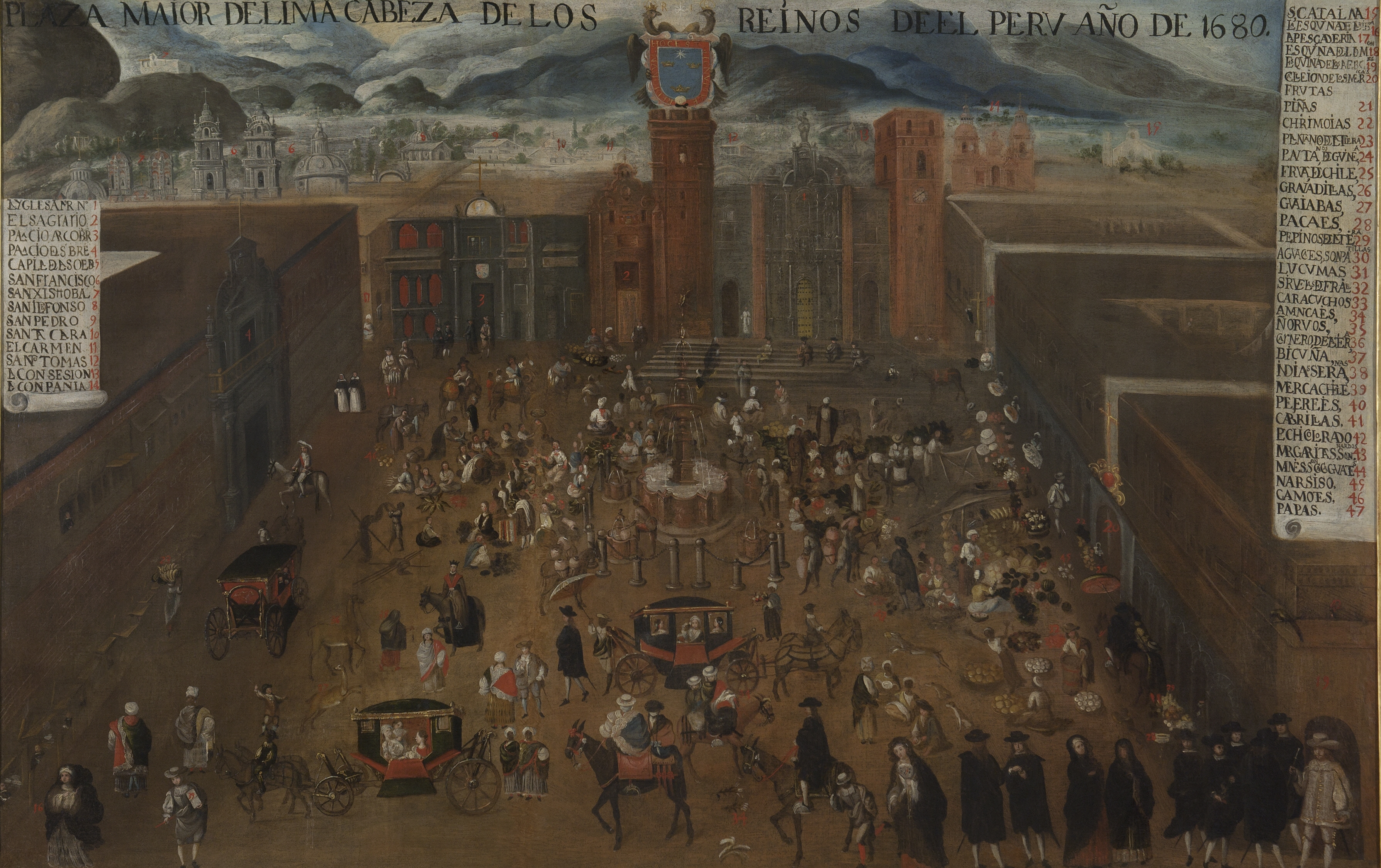
La plaza mayor de Lima antes del terremoto de 1687.

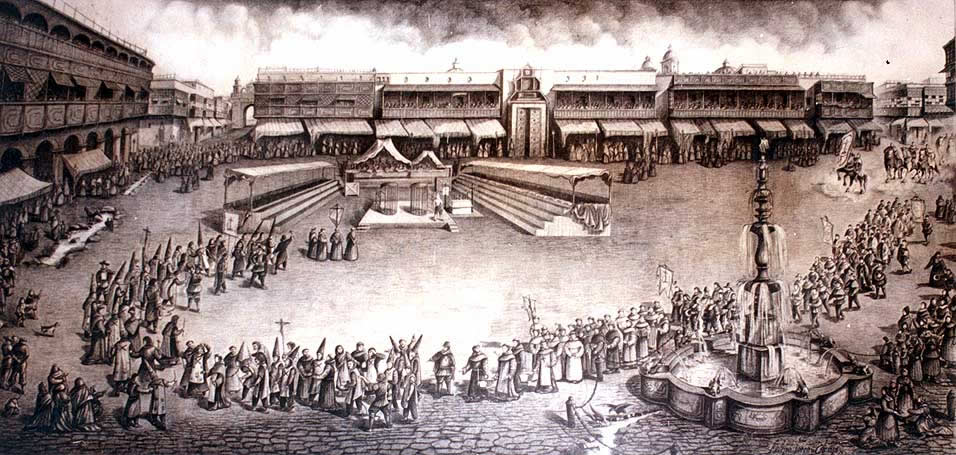
Palacio de los Virreyes y Plaza Mayor de Lima (grabado de un Auto de fe del). El Palacio de los Virreyes aparece con los llamados «Cajones de Ribera».

Luego de la muerte de Pizarro, las autoridades se apoderaron de su residencia y la Real Hacienda se adjudicó el terreno como parte del pago de los 28 000 pesos de oro que Francisco Pizarro debía pagar a la Corona española. El antiguo palacio, fue utilizado por el primer virrey del Perú Blasco Núñez Vela como su residencia. Los demás virreyes enriquecieron su artesonado, sus adornos, su mobiliario y fueron mejorando la construcción transformándolo en un palacio más suntuoso, digno de la capital de los dominios americanos del entonces poderoso imperio español. En 1569 llegó al Perú el virrey Francisco de Toledo, Conde de Oropesa quien gobernó hasta el año 1581. Dicho virrey efectuó grandes mejoras en la antigua casa de Pizarro.
El palacio del virrey quedó derruido por el terremoto de Lima y Callao de 1586, ocurrido en la época del virrey Fernando Torres y Portugal, Conde de Villardompardo. Durante el gobierno del virrey Luis de Velasco y Castilla, Marqués de Salinas del Río Pisuerga se edificó el nuevo Palacio Virreinal. Respecto a este palacio de los virreyes el padre jesuita Bernabé Cobo escribió en el primer tercio del siglo XVII:

«Es la mayor y más suntuosa casa de este Reino, por su gran sitio y por lo mucho que todos los virreyes han ido ilustrándola con nuevos y costosos edificios...»

Refiriéndose en particular a la fachada, dijo:

«La frente que mira a la plaza es de una hermosa galería y mirador, de corredores hasta la mitad, donde está la puerta principal con una suntuosa portada de piedra y ladrillo, que hizo labrar el virrey Luis de Velasco, y la otra mitad de esta acera es de ricas ventanas...»

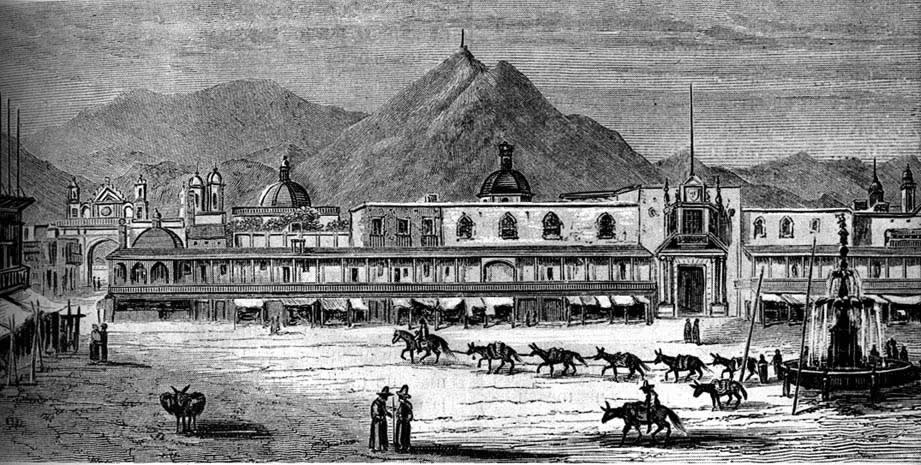
Palacio de los Virreyes, Iglesia de los Desamparados, Arco del Triunfo y Plaza Mayor (grabado de fines del).

Esta fachada del palacio virreinal de aquella época fue reproducida durante el gobierno del virrey Pedro Fernández de Castro, Conde de Lemos, en una pintura que aún se halla en la Iglesia de La Soledad y que representa el paso de un anda de la Sagrada Lanzada en la procesión de Semana Santa. En dicha pintura se puede observar la gran portada con su balcón y frontón con las armas reales. Esta portada y el frente de la plaza fueron destruidos por los terremotos de 1687 y 1746, y reedificados en el mismo estilo, aunque ya no con tanta elegancia.
Además, es innegable que la fachada quedaba enmascarada y afeada en su planta baja por las covachuelas que formaban los Cajones de Ribera. En 1769 el palacio de los virreyes sufrió un incendio que ocasionó, entre otras desgracias, la pérdida de invalorable documentación. Se atribuyó el siniestro a una venganza personal. Dio ocasión asimismo, para que el palacio se remozara aunque no tanto. La única alteración, conservada por mucho tiempo, fue la portada sobre la calle del Palacio, mandada erigir por el virrey Francisco Gil de Taboada. Es en esta época en la que, inexplicablemente, se llevó a cabo la construcción de los Cajones de Ribera en la fachada de la casa de gobierno, que solo muchos años después el presidente Miguel Iglesias hizo desaparecer.

### República

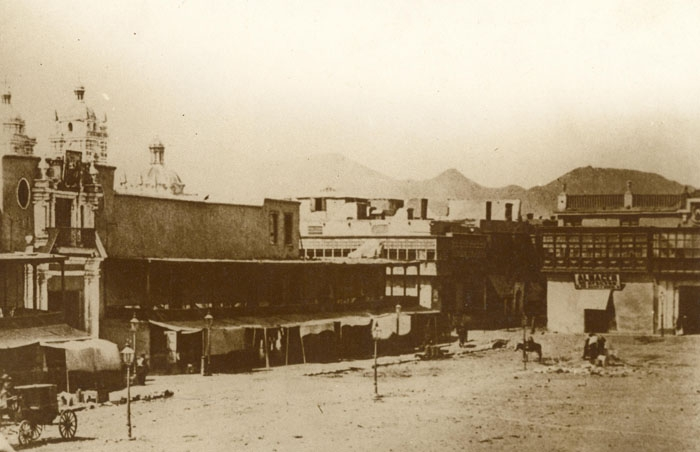
Palacio de Gobierno del Perú en 1860.

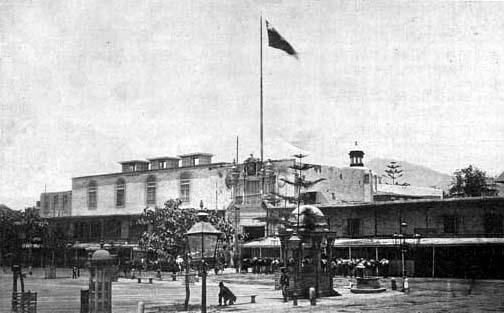
Palacio de Gobierno del Perú (se aprecia la bandera de Chile durante la ocupación de Lima por el ejército chileno).

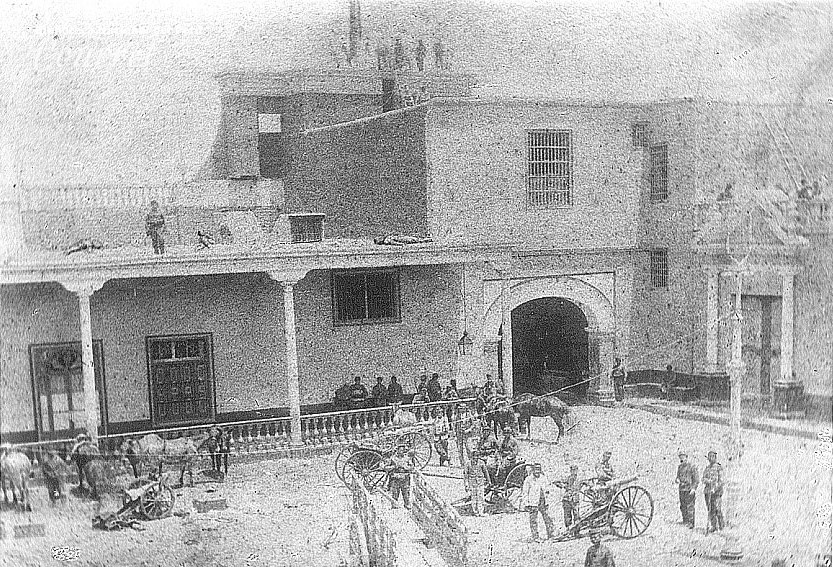
Interior del Palacio de Gobierno durante la revolución pierolista de 1895.

En 1821, cuando el virrey José de la Serna, Conde de los Andes abandonó Lima, José de San Martín se instaló brevemente en el palacio; luego se mudó a la casa de campo del virrey en el Palacio de la Magdalena ubicado en el Pueblo de la Magdalena (hoy distrito de Pueblo Libre), que los naturales de ese lugar conocían con el sobrenombre de «Palacio», edificación no tan suntuosa como el nombre nos haría pensar, que el virrey Joaquín de la Pezuela, Marqués de Viluma hizo construir, de adobe y de corte más bien sencillo, para descanso y solaz de los virreyes y de su corte, pero que fue ocupada por su hija.
Desde 1836 hasta 1839, durante la Confederación Perú-Boliviana, fue sede de gobierno del protector Andrés de Santa Cruz hasta la restauración de la República del Perú con el gobierno de Agustín Gamarra, luego de la Guerra contra la Confederación Perú-Boliviana. Durante el gobierno de Ramón Castilla, el palacio vivió quizá su mejor época ya que fue enriquecido por él con varias obras de arte. En 1865, el arquitecto suizo Michele Trefogli llevó a cabo la refacción del palacio de gobierno, donde proyectó y construyó el gran comedor de cristales, bajo órdenes del general Juan Antonio Pezet, vicepresidente de la República.

#### Ocupación chilena
Durante la Guerra del Pacífico, en el palacio se instaló el Batallón Bulnes, parte de las tropas del ejército chileno que, al mando del contraalmirante Patricio Lynch, ocuparon la ciudad de Lima, desde el 17 de enero de 1881 hasta el 23 de octubre de 1883, cuando, tras la firma del Tratado de Ancón, Miguel Iglesias asumió el gobierno provisorio de Perú.
Antes de abandonar el palacio, los soldados chilenos lo saquearon, llevándose innumerables objetos de valor —entre ellos, dos cañones que flanqueaban la puerta principal del palacio, retratos de los virreyes y presidentes hasta la Guerra del Pacífico, y todos los muebles, alfombras y lámparas—. Algunas obras de arte fueron quemadas o llevadas a Chile.

#### Daños en 1884 y proyectos de reconstrucción
En diciembre de 1884 estalló en uno de los llamados Cajones de Ribera un incendio que lo dañó parcialmente y se perdieron archivos del Tribunal Mayor de Cuentas que eran del siglo XVI. Cuando se produjo este siniestro, a quien tocó gobernar fue al general Miguel Iglesias. Durante la gestión de Iglesias, el gobierno decidió darle al edificio la dignidad y prestancia que debía tener como sede del gobierno ordenando el desalojo de los comerciantes y la construcción de una nueva fachada en cada uno de sus lados. En 1886 en el gobierno de Andrés Avelino Cáceres se restauró instalaciones dañadas. Durante el gobierno de Nicolás de Piérola Villena se realzó la fachada del palacio colocando dos balcones abiertos en los extremos donde ahora están los balcones de desfiles.

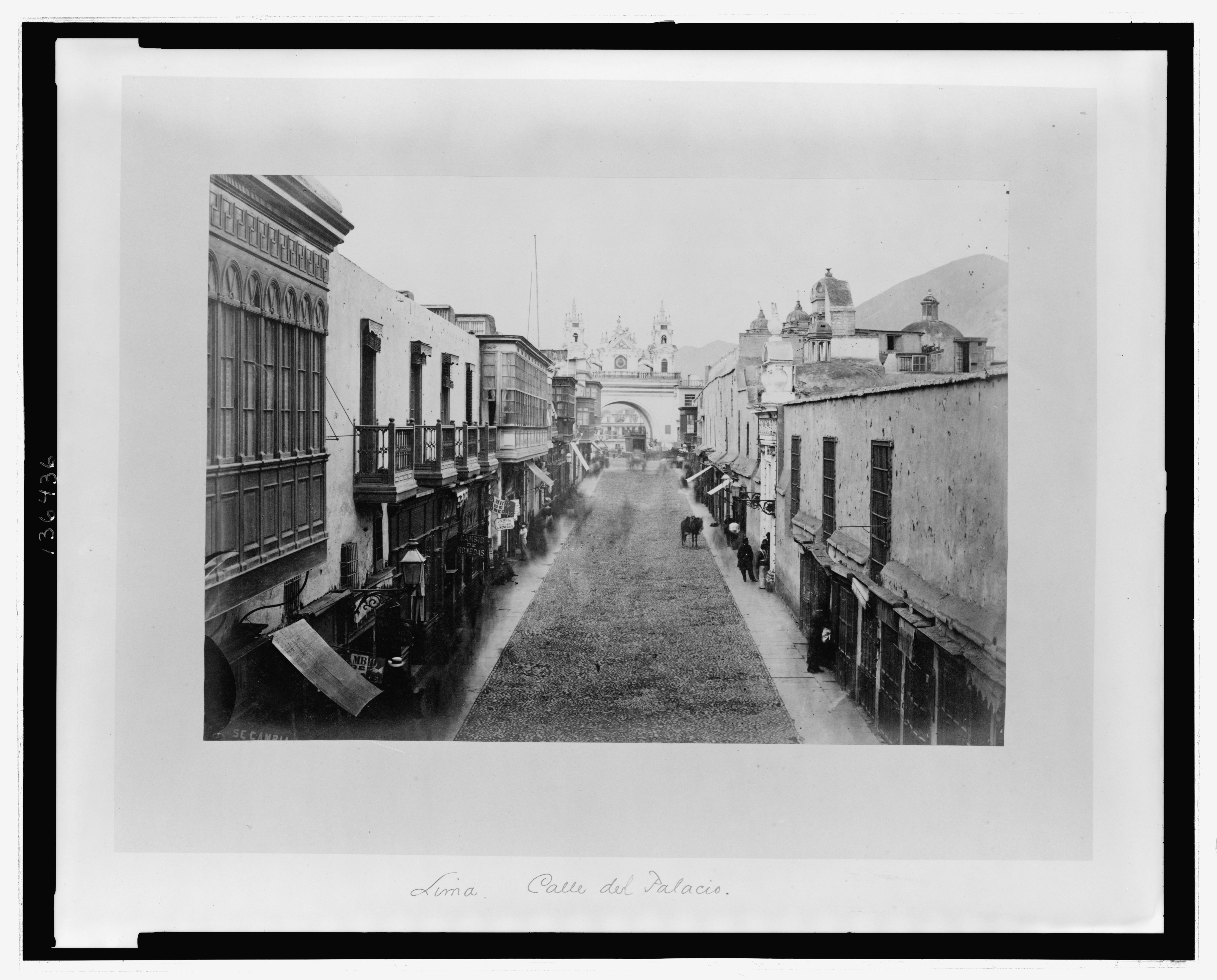
Antigua Calle del Palacio, en él se aprecia parte del palacio de gobierno, (parte lateral derecha).Foto tomada por un Daguerrotipo,(1868).

A principios del siglo XX, durante el gobierno de José Pardo y Barreda se convocó a un concurso internacional para la construcción de una residencia presidencial; el ganador fue el arquitecto Emile Robert, cuyo proyecto, de estilo arquitectónico afrancesado, jamás se llegó a concretar. Se presume que este diseño pudo haber servido de fuente de inspiración al arquitecto polaco Ricardo de Jaxa Malachowski en el diseño de la fachada principal, que mira hacia la Plaza Mayor, del nuevo palacio.

#### Reconstrucción de 1921

El presidente Augusto Leguía en el patio principal del palacio de gobierno antes de su destrucción y posterior reconstrucción.(1925).

El 3 de julio de 1921 estalló otro incendio, que destruyó gran parte del ala derecha del palacio, es decir, las grandes salas, los aposentos y despachos del jefe de Estado. El presidente Augusto Leguía inició posteriormente la transformación del inmueble levantando una elegante fachada de piedra en la que se mantuvo la Puerta de Honor, y que se conservó en la nueva edificación, y dos semanas después mandó levantar el Salón Inca, de cartón piedra, con motivos indigenistas y contemporáneos.
Los diseñadores fueron entre otros, el arquitecto y escultor español Manuel Piqueras Cotolí y el pintor Jorge Vinatea Reinoso. Había urgencia porque estaban próximas las celebraciones por el Centenario de la Independencia del Perú, habiendo Leguía dejado expedito el Gran Salón de Recepciones que tiene mucha semejanza, en cuanto a artesonado y decoración de paredes, con el Palacio del Quirinal de Roma.

«El domingo 3 de julio de 1921 hubo un sensacional incendio en el Palacio de Gobierno, casi en vísperas del Centenario de la Independencia nacional y cuando se terminaban los arreglos para esa fecha. El siniestro comenzó a poco más de las tres de la tarde, pocos minutos después de que el Presidente de la República había abandonado su despacho para dirigirse a las carreras de caballos. El fuego se produjo en el despacho presidencial y se propagó luego por los departamentos cercanos. Quedaron totalmente destruidos aquel recinto, la secretaría, el salón llamado de Castilla, el salón dorado, el gabinete del Consejo de Ministros, la sala de edecanes, la oficina de informaciones y la sala de espera. Perdiéndose documentos de importancia, mobiliario y obras de arte; entre estas los famosos lienzos de Ignacio Merino titulados La venganza de Cornaro y Colón ante el Consejo de Salamanca, los óleos de Teófilo Castillo, La muerte de Pizarro y La Sangre del Inca, el retrato de Francisco Pizarro que tenía más visos de autenticidad y varios cuadros sobre virreyes. Las obras de Merino y las coloniales habían sido sacadas del Museo de Historia Nacional en calidad de préstamo en la época del Presidente Billinghurst para decorar el salón dorado de Palacio. Acerca del origen de tan desgraciado acontecimiento hubo las versiones más contradictorias. Algunos lo atribuyeron a un cruce de los alambres conductores de fuerza eléctrica. El punto de vista oficial fue que se trataba de un hecho intencional, llevado a cabo por manos criminales bajo inspiraciones de carácter político. Leguía en sus memorias tituladas Yo tirano, yo ladrón, afirma que se produjo una explosión en el sótano debajo del salón de Castilla, con el fin de asesinarlo. El Presidente se alojó en los departamentos de la Prefectura donde siguió despachando y, con decisión y eficacia, tomó las disposiciones necesarias para que el Palacio pudiera estar habilitado a fin de mes, con motivo de las fiestas del Centenario.
Jorge Basadre.

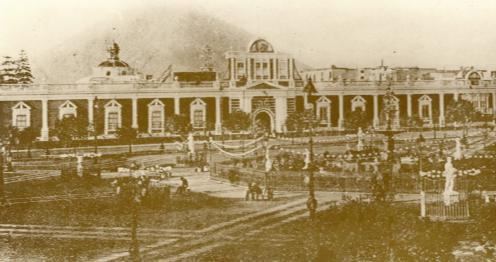
Palacio de Gobierno del Perú a fines del.

Saludo al presidente durante la celebración del Centenario de la Independencia del Perú. Óleo de Daniel Hernández Morillo que representa el recibimiento de las misiones extranjeras, en el interior del Palacio de Gobierno por parte del presidente Augusto Leguía.

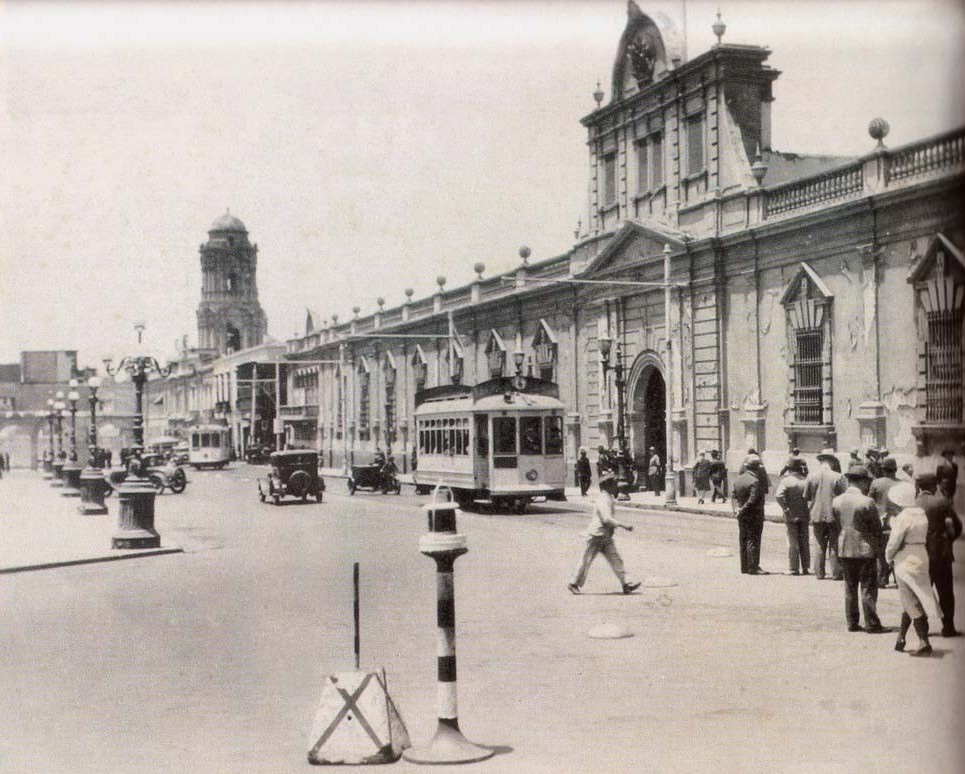
Vista del antiguo Palacio de Gobierno en 1932. Pueden verse dos tranvías urbanitos de marca "Breda" de las dos líneas que unían el Rimac con el Parque de la Exposición de Lima.

En 1926 Leguía encargó al arquitecto francés Claude Antoine Sahut Laurent el diseño del nuevo Palacio de Gobierno, juzgándose por entonces que el siniestrado edificio era arquitectónicamente insignificante y de modesta elevación. Las obras de Sahut estaban influenciadas por los estilos historicistas y franceses; sin embargo, fue uno de los arquitectos que dieron auge al estilo neocolonial con tendencias moriscas, lo cual se ve reflejado en el diseño del palacio.
Algunos de los salones que él diseñó fueron: el Hall Eléspuru y Choquehuanca, el Salón Pizarro, el Salón Dorado o de Recepciones, el Despacho Presidencial y el Patio Sevillano donde está el jardín con la «Higuera de Pizarro». La Foundation Company fue la empresa encargada de ejecutar la estructura del edificio, siendo el administrador de los trabajos Carlos Willis y el director de obras públicas Mariano Barboza.
En 1929, a raíz de la caída de la Bolsa de Nueva York y la crisis económica mundial, la Foundation Company paralizó sus actividades en el Perú dejando sin concluir el Salón de Recepciones. Leguía fue derrocado el 22 de agosto de 1930 y las obras de construcción del actual palacio de gobierno se paralizaron. Corresponden a la década del 20 del siglo XX la Puerta de Entrada, el Hall Eléspuru, el Salón Sevillano, el Salón Dorado, el Salón Pizarro y el Despacho Presidencial, conservándose el trazo y ubicación de la escalera –ahora en mármol blanco y cubierto de artesonado de estilo renacentista español- por donde subieron los Caballeros de la Capa para asesinar a Francisco Pizarro el 26 de junio de 1541 y por donde hoy se llega a estos salones ceremoniales.
Con motivo de la llegada al Perú de Su Alteza Real el Príncipe de Gales (futuro Eduardo VIII), durante el gobierno del general Luis Miguel Sánchez Cerro, la firma de Sahut fue nuevamente contratada para que continúe con la reconstrucción del palacio. Sánchez Cerro mandó a terminar el Salón de Recepciones y las salas anexas, entre ellas el Despacho Presidencial, el Salón de Embajadores, la Sala de Señoras, la Sala de Edecanes, el Salón de Representantes, el Salón Luis XVI, la Sala de Ministros; las cuales fueron inauguradas en la visita que hizo el heredero al trono del Reino Unido el 12 de febrero de 1931, pero en 1932 nuevamente se paralizaron las obras.
Posteriormente, el presidente Óscar R. Benavides encargó al arquitecto Ricardo de Jaxa Malachowski la terminación de la construcción. Los trabajos se iniciaron el 24 de agosto de 1937, con la demolición de la parte antigua, los mismos que continuaron hasta el año siguiente, habiéndose la construcción hecho por secciones con el empleo de dos mil trabajadores. Pero para el cuarto centenario de la fundación de Lima, en 1935, se demolieron los últimos muros del palacio de Pizarro, no sin antes realizar excavaciones en busca del tesoro que, según la leyenda, Pizarro escondió antes de ser asesinado por los almagristas.

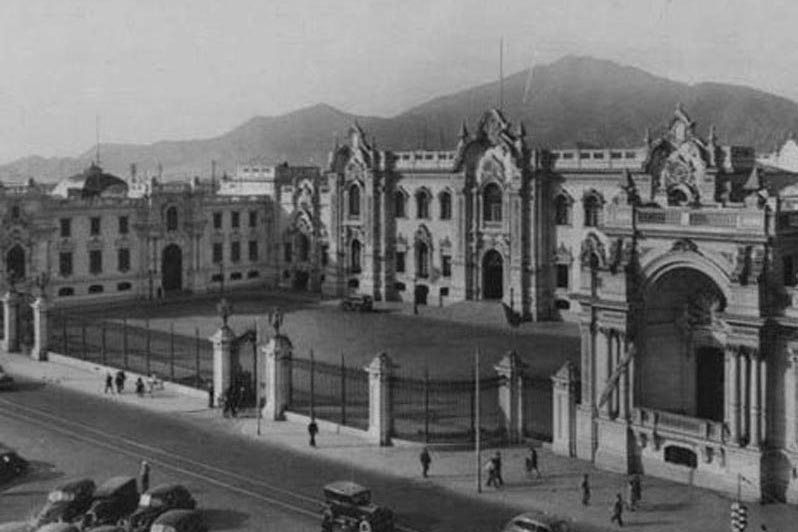
Palacio de Gobierno de Perú en 1938.

La fachada del palacio (entrada principal) que da hacia la Plaza Mayor, el ala izquierda (que da hacia la calle Pescadería), el cine, la capilla y la residencia corresponden a esa época. Desde 1938, el palacio de gobierno ostenta su aspecto actual cuyo estilo arquitectónico es neobarroco de inspiración francesa. En 1987, en el primer periodo de gobierno del presidente Alan García, se inauguró en el patio de honor del palacio un monumento de Andrés Avelino Cáceres. Durante el segundo periodo de gobierno de Alberto Fujimori, por recomendación de su hija la entonces primera dama Keiko Fujimori, se llevaron a cabo en los interiores del palacio, como el Gran Hall, unos discutidos trabajos de pintado.
Dichos trabajos fueron realizados por un artista español, amigo personal de Keiko Fujimori, quien le sugirió el pintado de las instalaciones del palacio con colores que reflejen las tendencias artísticas que estaban en boga en ese tiempo. En el periodo de gobierno de Alejandro Toledo se hicieron trabajos para darle un nuevo aspecto al Patio de Honor. En toda la historia republicana del Perú, en las instalaciones del palacio han funcionado varios Ministerios, siendo ahora la sede de la oficina de los Vicepresidentes de la República.

#### El palacio en la actualidad

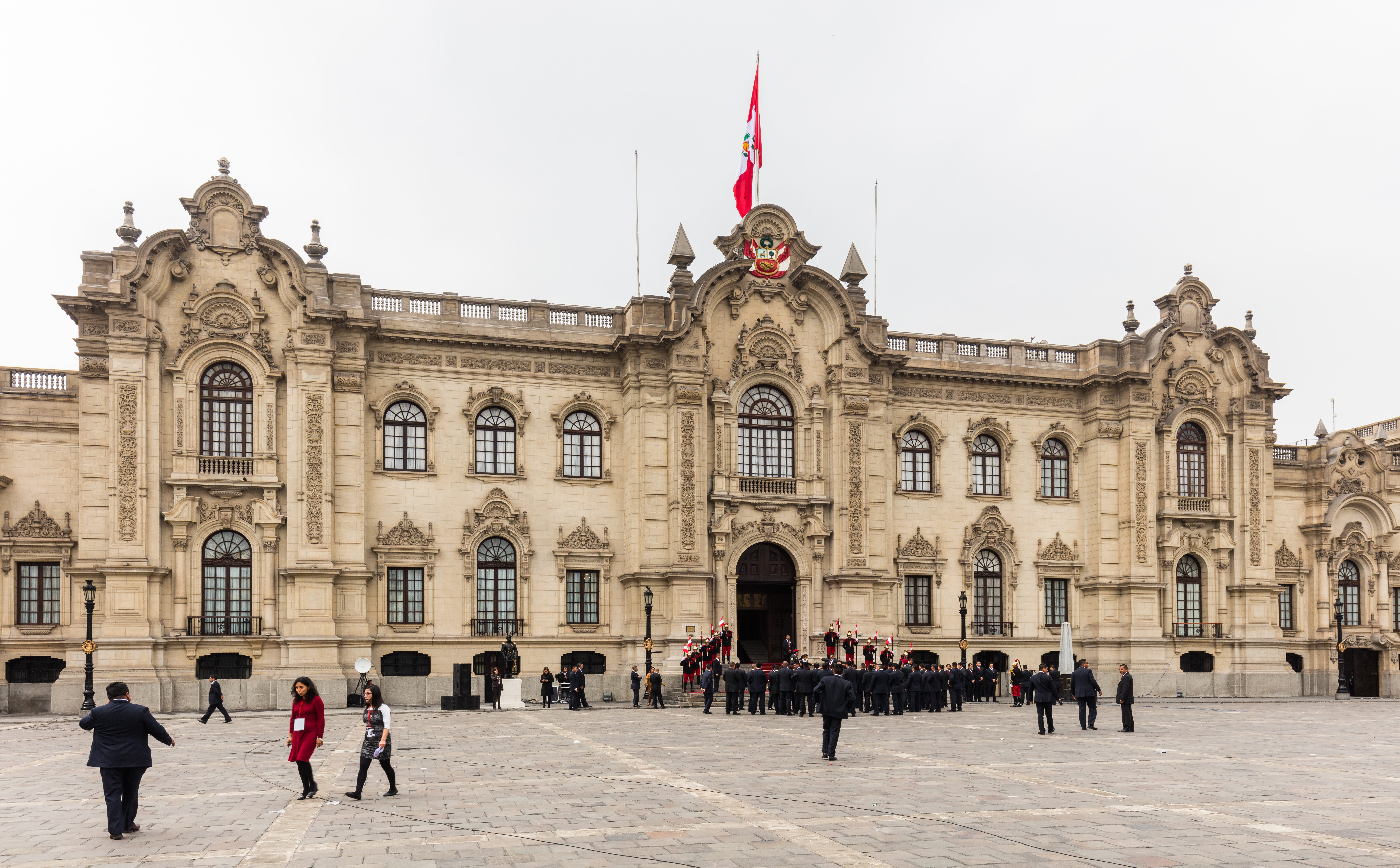
Fachada actual del Palacio de Gobierno.

En 2005, a la Casa de Pizarro se le instaló una nueva iluminación (con la finalidad de que su fachada se realce en las noches) como parte del proyecto denominado Circuito Turístico de la Luz, llevado a cabo por iniciativa del entonces alcalde de Lima, Luis Castañeda Lossio, para mejorar el centro histórico de la ciudad. Dentro del grupo de edificaciones iluminadas también se consideraron la Municipalidad Metropolitana y la Catedral de Lima. A comienzos de febrero de 2007, el escudo nacional que está en la parte superior del frontis de la fachada principal del palacio fue pintado al óleo con los colores rojo, verde y azul.
El símbolo nacional, que mide dos metros por lado, fue pintado por los alumnos de la Escuela Nacional Superior Autónoma de Bellas Artes del Perú, Jorge Ramírez e Ivo Fuentes, quienes fueron convocados por el área de restauración de dicha escuela. Ambos jóvenes fueron dirigidos por el coordinador de la Escuela de Bellas Artes, Leslie Lee. Trabajaron a tiempo completo durante cuatro días sobre un andamio colgante y a doce metros de altura. El 8 de mayo de 2009 el presidente Alan García, inauguró un obelisco colocado en el patio principal, hacia el lado derecho de la entrada principal que mira hacia la Plaza Mayor, del Palacio de Gobierno como recordatorio de las víctimas del terrorismo en el Perú.

#### Propuesta de Museo
Durante su primer mensaje a la Nación en el Palacio Legislativo el 28 de julio de 2021, el presidente Pedro Castillo aseguró que no utilizaría las instalaciones como sede de gobierno, y que el edificio también será utilizado como museo. Esta propuesta llegó a desecharse dado que no existían otras edificaciones gubernamentales aptas para el ejercicio del Poder Ejecutivo.

## Salones
El Palacio de Gobierno del Perú posee hermosos recintos y salones ceremoniales, algunos de ellos, como el Salón Dorado, fueron edificados sobre la base de los existentes en el Palacio de Versalles de Francia; sus instalaciones, en su mayor parte, se construyeron sobre la base de un estilo afrancesado.

### Gran Hall Principal
El Gran Hall del Palacio de Gobierno conduce al Gran Salón de dos niveles. El salón está forrado con columnas de estilo romano, decoración en hojas de bronce y relieve de estuco pintado. El suelo de mármol muestra motivos indios. La escalera al final del pasillo está enmarcada por dos bustos de los Libertadores del Perú Simón Bolívar y José de San Martín, esculpidos por el artista peruano Luis Agurto. Los bustos en la galería de figuras importantes de la historia latinoamericana fueron realizados por el escultor Miguel Baca Rossi. Sobre el hueco de la escalera, un techo abovedado presenta vidrieras de inspiración romana. La galería blanca decorada con estuco en el segundo nivel del Gran Salón da acceso a la oficina donde se reúne el Consejo de Ministros en el segundo nivel, la puerta principal que se encuentra en el medio de las escalera blanca conecta con el Patio Sevillano. En el segundo nivel, se encuentran retratos oficiales de los expresidentes de la nación, además de distintas oficinas del despacho presidencial.

### Salón Túpac Amaru

Retrato de Francisco Pizarro a caballo, óleo de Daniel Hernández y que estaba en el Salón Pizarro. Hoy en día se encuentra en el hall elíptico de la residencia presidencial.

Anteriormente era llamado Salón Francisco Pizarro porque tenía un cuadro del fundador de Lima obra del pintor peruano Daniel Hernández. En el año 1972 durante el Gobierno Revolucionario de la Fuerza Armada del presidente Juan Velasco Alvarado fue rebautizado como Salón Túpac Amaru (en honor al revolucionario indígena del siglo XVII), habiendo sido llamado por Fernando Belaúnde Terry en su segundo mandato como Túpac Pizarro. Este salón tiene una cúpula poco profunda y hay profusión de tallas de madera además de unas tribunas para músicos. Se exhibe un gran retrato de Túpac Amaru II realizado por Armando Villegas que remplazó al realizado por el capitán del ejército Mario Salazar.
En este espacio se encuentran las Cuatro Estaciones del escultor español Ramón Mateu Montesinos, valiosos y sensuales desnudos de doncellas vaciadas en bronce, colocadas en cuatro hornacinas del salón, en la parte superior de ellas existen relieves en yeso con motivos inca que es una obra del escultor peruano Daniel Casafranca, obras realizadas en la reconstrucción después del incendio del palacio en 1921. Una alfombra de cuarenta metros de largo, tejida en Arequipa cubre el piso. Los ventanales dan hacia la Plaza Mayor de Lima.

### Salón Jorge Basadre
Anteriormente fue llamado Hall Eléspuru y Choquehuanca en recuerdo del edecán Sargento Mayor EP Eulogio Eléspuru Deustua y del soldado Pedro Potenciano Choquehuanca, perteneciente a una sección del Batallón de Infantería N.º 3, que se encontraba haciendo guardia en el palacio, quienes, junto a otros cuatro soldados, murieron el 29 de mayo de 1909 cuando veinticinco pierolistas dirigidos por Carlos de Piérola; los hijos de Nicolás de Piérola, Javier y Amadeo; y un grupo menor dirigido por Orestes Ferro, intentaron un audaz golpe que recuerda al de los almagristas contra Francisco Pizarro, y atacaron el palacio capturando al presidente Augusto Leguía, que se negó a renunciar.

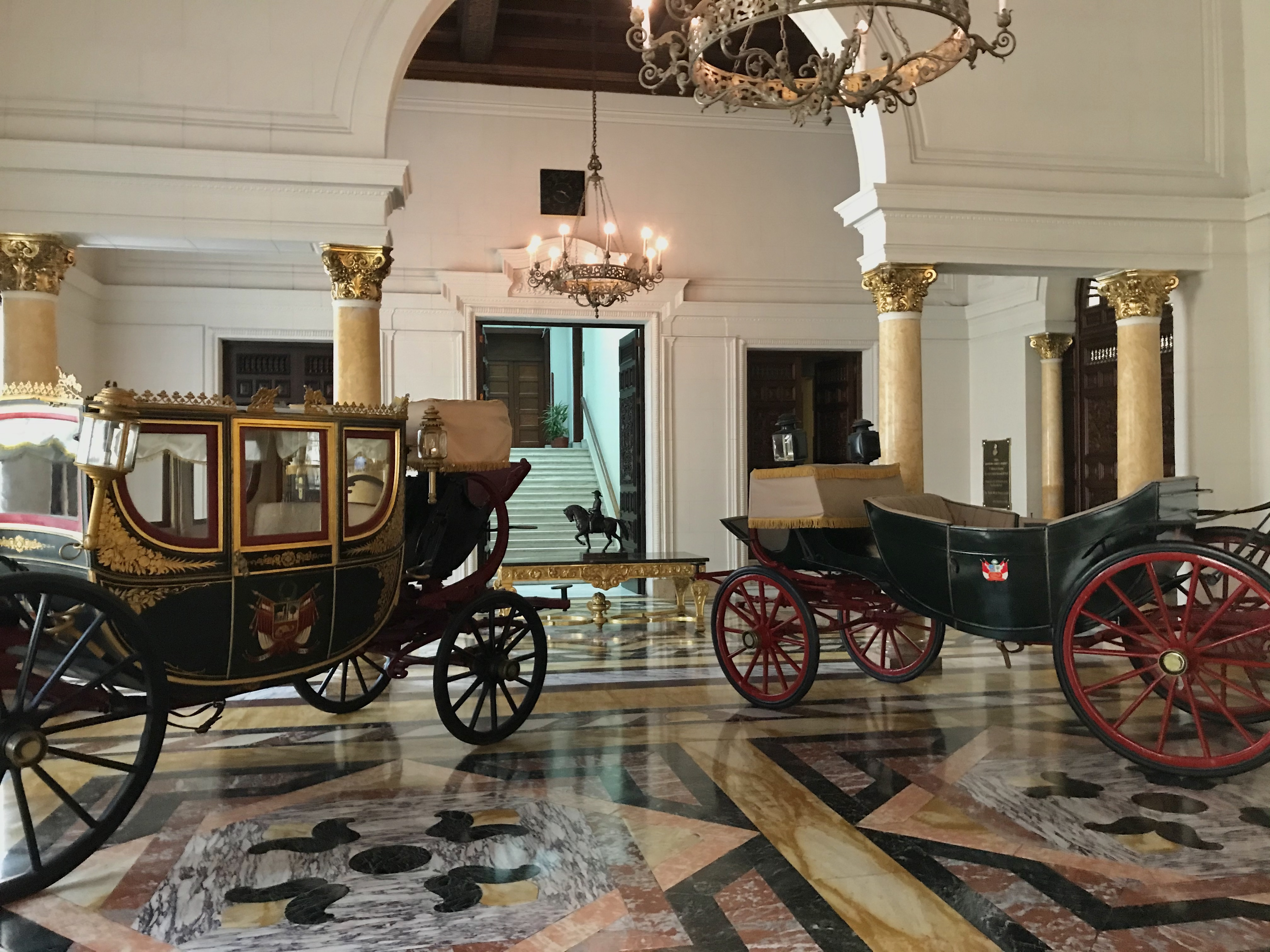
Carruajes de invierno y de verano en el Salón Jorge Basadre

En el Salón Basadre se exhiben dos carruajes, un coche de verano tipo landó y una carroza de invierno tipo berlina, que se usaron para llevar a los presidentes a las ceremonias oficiales. Si bien el presidente José Luis Bustamante y Rivero reemplazó los carruajes por el automóvil de lujo, esto no impidió que los carruajes fueran usados por el presidente Manuel Prado Ugarteche en su segundo gobierno, es decir, los carruajes presidenciales de ceremonia fueron usados por el presidente hasta comienzos de la década de 1960. Este salón lleva el nombre del historiador tacneño Jorge Basadre desde 2003, año del centenario de su nacimiento, ocupando un lugar destacado su busto, obra del escultor Franco Ochoa. Las puertas que conectan este salón conducen directamente a la residencia presidencial, aquí existe una salida que conecta con una de las avenidas principales de la Plaza Mayor de Lima.

### Salón Sevillano
Pequeño ambiente decorado con influencias moriscas, destacando con azulejos fabricados por la fábrica Ramos Rejano de Sevilla. En el diseño de los azulejos podemos apreciar tres hermosos escudos que tiene relación con la historia de Palacio: el escudo de Francisco Pizarro, el antiguo escudo de la ciudad de Lima y el escudo nacional del Perú. Esta sala fue usada frecuentemente por el Presidente Fernando Belaúnde, que la usaba como salón de planos sobre edificaciones que realizaba en su primer y segundo gobierno. La sala fue diseñada para ser usada como sala de espera.

### Salón Mariscal Avelino Cáceres
Anteriormente, este salón era conocido como el Cine-Teatro del Palacio de Gobierno. El Salón Cáceres se llama así por el mariscal Ándres Avelino Cáceres, cuyo lienzo principal se encuentra en el medio del salón, que se encuentra conformado en la parte principal por dos vitrales del siglo XX, también se encuentra conformado por objetos provenientes de Francia y Alemania, como sillas, mesas y jarrones que se encuentran en este salón.
Aquí también se encuentran una mesa de trabajo con sillas que tienen el escudo del Conquistador Francisco Pizarro, las mismas que se encuentran el Gran Comedor de Palacio. Este salón es usado como centro de reuniones del Presidente de la República y sus ministros, además ha recibido a varios diplomáticos y mandatarios de otros países.

### Salón Almirante Miguel Grau
Este salón lleva el nombre del almirante y exdiputado Miguel Grau, quien murió en la Guerra del Pacífico durante el combate naval de Angamos, cuyo principal retrato lleva el centro del salón, rodeado de un marco de oro, además también contiene pinturas de la Guerra con Chile. Incluso hay una maqueta del Monitor Huáscar que está protegida por una vitrina y distintas medallas conmemorativas relacionadas con la Guerra del Pacífico.
En este salón existe una mesa de trabajo, donde mayormente el presidente de la República realiza alguna reunión con Ministros o altos funcionarios del Estado, también sirve de salón de reuniones cuando algún diplomático extranjero llega al país. Este salón era mayormente usado por el presidente Alan García para dirigirse a la nación en varias oportunidades.

### Salón Dorado

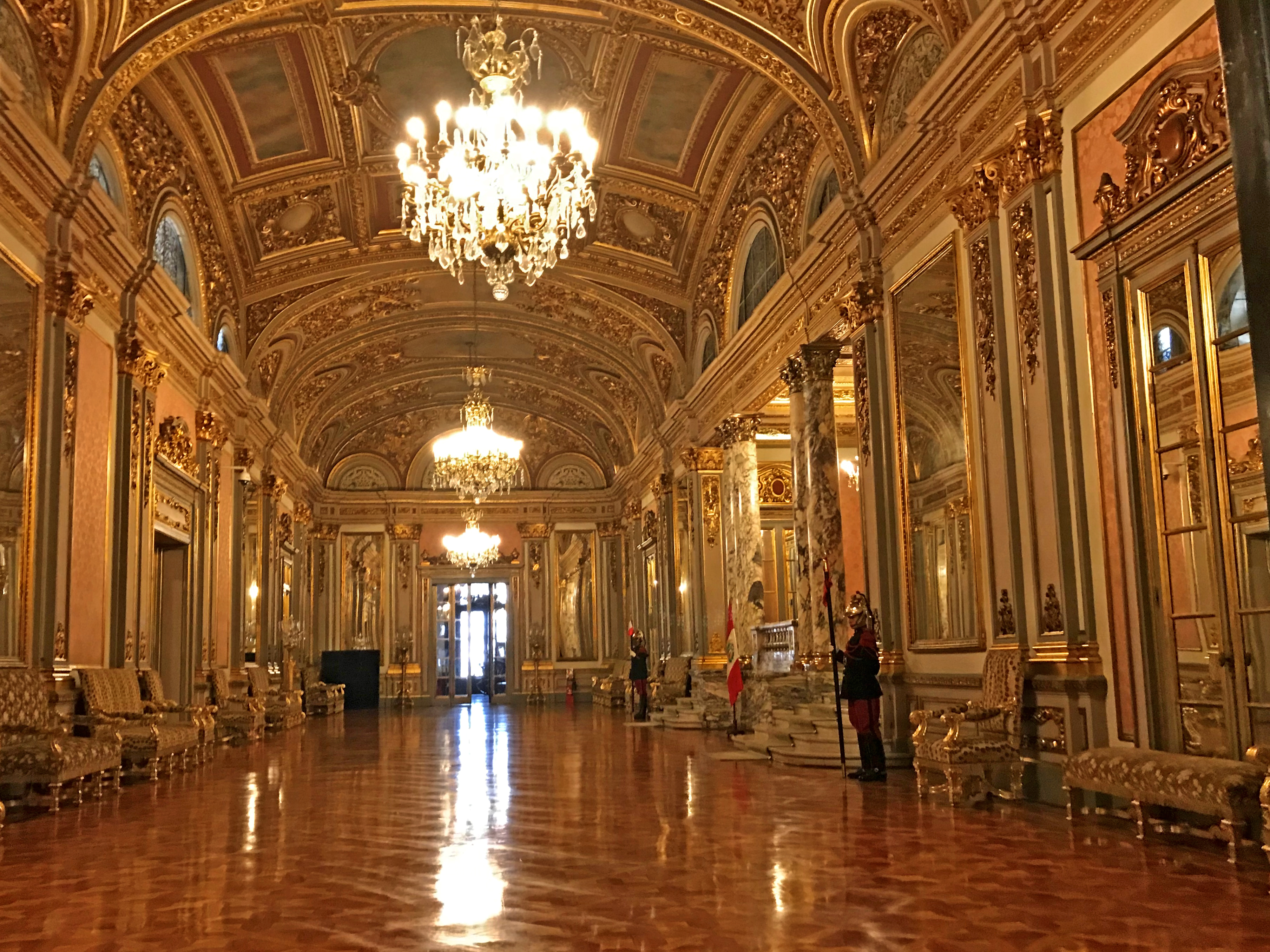
Salón Dorado

El Salón Dorado se construyó sobre el Salón Inca proyectado por Piqueras Cotolí. Fue inspirado en la Galería de los Espejos del Palacio de Versalles, es considerado el más impresionante recinto del palacio. Está totalmente recubierto en pan de oro, sus muebles fueron traídos especialmente de Francia y su techo abovedado está adornado con motivos que semejan el cielo de los andes peruanos. Es contiguo al Salón Túpac Amaru y su mobiliario lo constituye un excelente juego estilo Luis XIV, sobre la mesa central de este salón hay un antiguo reloj que está coronado con una réplica en miniatura de la escultura ecuestre de Manuel Filiberto de Saboya, el vencedor de la Batalla de San Quintín, cuyo original se encuentra en la Plaza San Carlos de Turín.
Su amplia bóveda está sostenida por pilastras, dos pares de columnas de mármol jaspe de una pieza sostienen una galería. Paneles de brocado, espejos y cuatro arañas estilo Luis XIV dan un ambiente de suntuosidad al yeso recubierto de pan de oro. Este salón es efectista pues aquí se realizan ceremonias protocolares como la de la juramentación de los miembros del Consejo de Ministros del Perú o la de la imposición de la Orden El Sol del Perú. Debajo del Salón Dorado fueron descubiertos restos de un templo pre inca los cuales fueron presentados por el presidente Alan García el 11 de julio de 2011.

### Salón de Embajadores (Mariano Santos Tadeo)

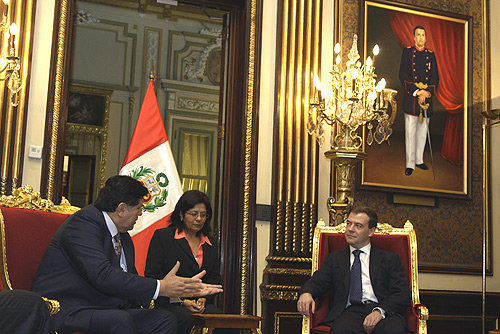
Alan García reunido con Dmitri Medvédev en el Salón Mariano Santos durante la Cumbre APEC de 2008.

El Salón de Embajadores, hoy llamado Salón Mariano Santos Mateo, es un recinto donde los embajadores presentan sus credenciales al Presidente de la República, en el momento en que son reconocidos oficialmente. Es también escenario de reuniones de carácter oficial con los altos dignatarios de otras naciones. El 31 de diciembre de 2007 el entonces Ministro del Interior del Perú Luis Alva Castro anunció que este salón llevaría el nombre del héroe nacional Inspector de Guardias GC Mariano Santos Mateo como homenaje a su acción heroica que fue decisiva para obtener la victoria en la Batalla de Tarapacá, durante la Guerra del Guano y del Salitre.
Dicha sala presenta en sus paredes la imagen de Mariano Santos Mateo y un cuadro alegórico a la victoria en la Batalla de Tarapacá, además de vitrinas con las distinciones de Santos Mateo, una réplica de su espada y algunos otros recuerdos de su vida.

### Salón de la Paz

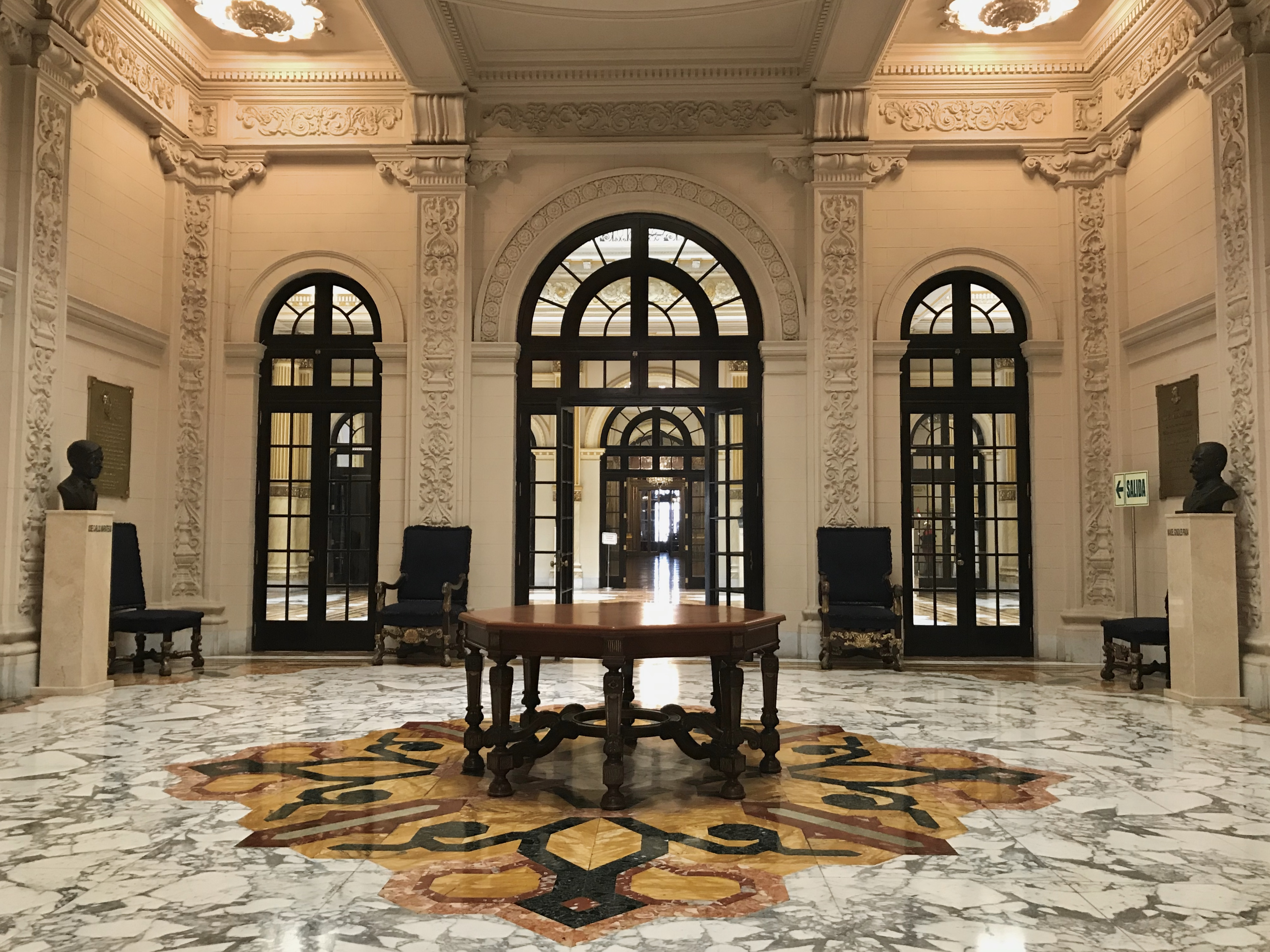
Salón de la Paz

El Salón de la Paz es el intermedio con el Gran Comedor del palacio y el Salón Mariscal Cáceres y es llamado así porque allí el 30 de octubre de 1980 se firmó el tratado de paz entre El Salvador y Honduras, gracias a la mediación del presidente Fernando Belaúnde Terry y del expresidente, José Luis Bustamante y Rivero.

### Salón Francisco Bolognesi (Despacho Presidencial)
El Salón Francisco Bolognesi se encuentra ubicado al costado de la Sala de Embajadores y del Salón Grau, es en este lugar donde se encuentra el despacho presidencial donde labora el Presidente de la República y atiende en privado a los funcionarios peruanos o a los diplomáticos extranjeros cuando se trata de una reunión de carácter personal.
El ambiente se encuentra decorado con una chimenea -estilo virreinal- en el centro de la habitación. y con una vista a uno de los patios de la residencia presidencial, en el centro se encuentra un cuadro del héroe, Francisco Bolognesi, y al costado se encuentra, un escritorio de madera donde despacha el Presidente de la República, y en la parte de arriba se encuentra una araña de crista en el centro del salón.

### Gran Comedor de Palacio de Gobierno
Como su nombre lo indica es uno de los salones más grandes de Palacio. Su estilo recuerda a los hermosos salones coloniales de la época del Barroco; por eso, destaca mucho el tallado de los zócalos del salón, su hermoso techo de tipo artesonado con vigas talladas y su dos bellos balcones que nos remontan a la Lima colonial, que se utilizan como salas música para los grupos de cámara que venían a animar la reuniones que se realizaban.
Impresiona la hermosa araña del cristal del centro del salón, que junto con las otras pequeñas fueron hechas en Checoslovaquia, exclusivamente para este salón. La gran araña pesa cerca de una tonelada y media y posee ciento setenta y cinco foquitos. Entre las reliquias que posee esta sala tenemos seis hermosos lienzos de la época colonial, los cuatro de los extremos pertenecen al artista A. Brughel del siglo XVII y los dos que se ubican al lado de la puerta de ingreso son del artista napolitano Jerónimo Cenatiempo del siglo XVIII.
La capacidad del comedor es de 250 personas y sus hermosas sillas lucen en el dorso un estampado en dorado del escudo de Francisco Pizarro. El salón con capacidad para 250 comensales fue diseñado por Ricardo de Jaxa Malachowski en estilo barroco colonial.
En ese Comedor fueron recibidos En 1978 Sus Majestades Los Reyes de España Don Juan Carlos I y Doña Sofia & entre 1985 y 1988 fue recibido Su Santidad el  Papa San Juan Pablo II.

### Patio Sevillano

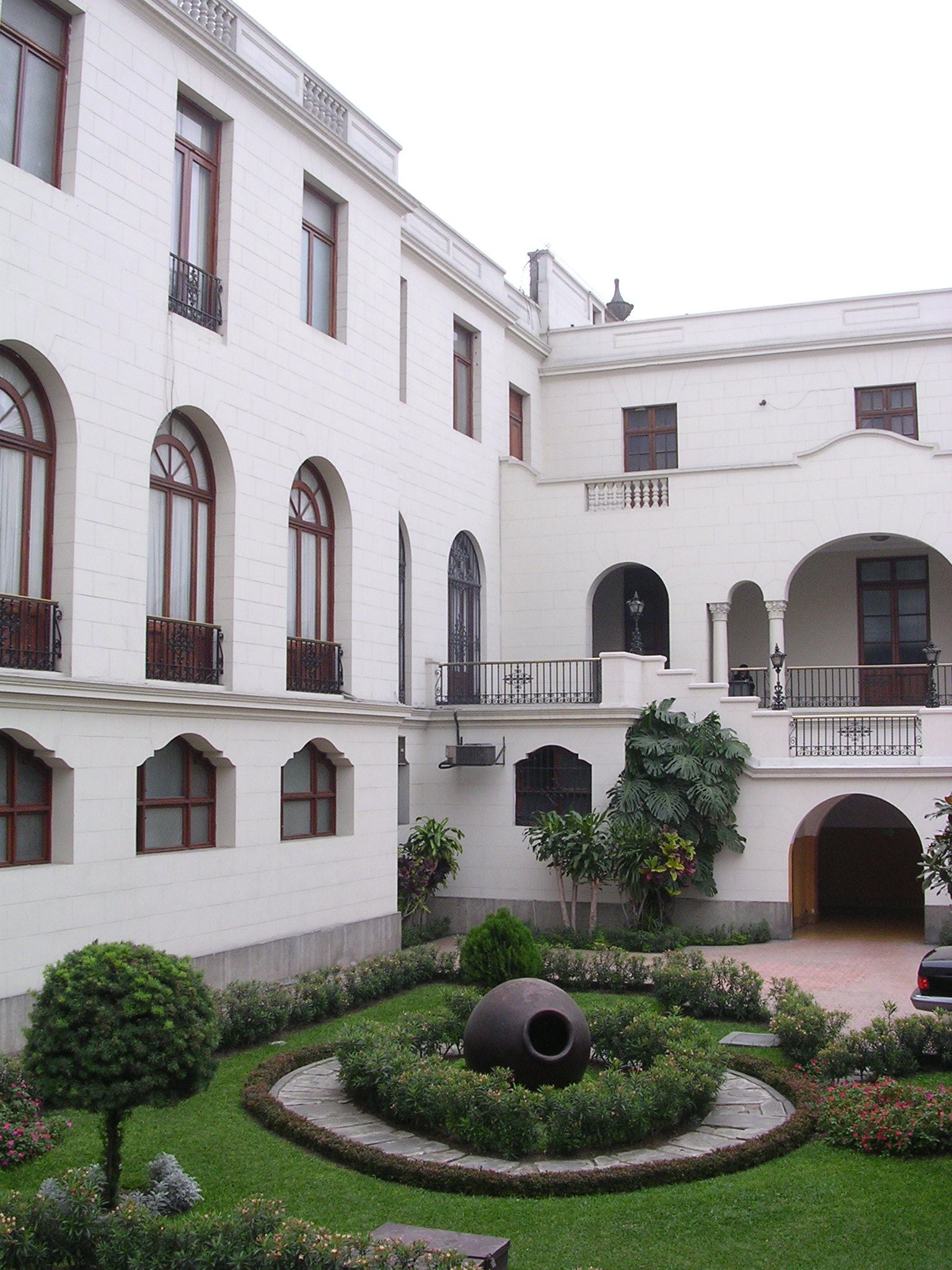
Patio Sevillano de Palacio de Gobierno

Este patio interno, que data de la década de 1920, presenta azulejos esmaltados hechos en Sevilla. Cada conjunto muestra el escudo de armas de Perú, de Lima y Pizarro. Se accede a través de las habitaciones de la residencia presidencial.
En este patio se encuentra la higuera supuestamente plantada por el propio Pizarro. En otro de los patios colindantes de la Residencia se puede apreciar una piscina instaurada por el presidente Alan García en el año 1989. Además uno de los patios da acceso directo a la Capilla del Palacio.

### Capilla del Palacio
El Palacio de Gobierno cuenta con una capilla que se usa para pequeñas actividades oficiales de la familia presidencial. En 1958, el presidente Manuel Prado Ugarteche contrajo matrimonio religioso con su esposa, Clorinda Málaga. Durante el gobierno de Fernando Belaúnde Terry, su hija contrajo matrimonio en esta capilla. Durante el contexto de la pandemia de COVID-19 en el Perú, el entonces presidente Martín Vizcarra presencio por primera vez la denominada Misa Te Deum desde este lugar.
Este lugar cuenta con un altar principal en el centro hecho de oro, con algunas esculturas de Santos Peruanos como Santa Rosa de Lima, San Martín de Porres y San Juan Macias. Además cuenta con un gran crucifijo blanco que se utiliza para determinadas ceremonias, y el lugar esta ambientado con diferentes cuadros religiosos. En la parte superior tiene un balcón donde se puede interpretar el coro de la misa durante la celebración.

### Residencia presidencial
La residencia presidencial tiene un aire afrancesado del siglo XVIII. La entrada principal corresponde aproximadamente a la puerta del jardín donde Juan de Rada salió con los seis higos que Pizarro le obsequió y por donde sacaron el cuerpo de este luego de ser asesinado por los Caballeros de la Capa. En la entrada hay un salón oval de dos pisos, de hierro forjado en el piso superior. Las oficinas de Cooperación Popular estuvieron aquí en el segundo periodo de gobierno del presidente Fernando Belaúnde Terry. Actualmente aquí se encuentra el cuadro original de Francisco Pizarro en la entrada de la Residencia.
Hay una serie de pasajes y recovecos como el Salón Verde, donde Belaúnde Terry, acostumbraba atender a las visitas que no eran de carácter oficial. Es en este salón donde se encuentran adornos de acompañan a la residencia presidencial. También el Salón Chino, una habitación estrecha que luce un juego completo de muebles orientales de ébano. Aquí se servía cocina chifa cuando era presidente Manuel Prado Ugarteche. Además se encuentra el Salón Rojo que es donde se encuentra uno de los comedores principales de Palacio, al otro extremo se encuentra el segundo comedor en el Salón Amarillo, siendo el ambiente más grande donde el presidente invita a cenar a funcionarios o diplomáticos en reuniones no oficiales.
Recintos importantes en la residencia son el Salón Blanco y el Salón Dorado, que es el centro ceremonial de la residencia; amueblado, exclusivamente al estilo Luis XV. En el segundo piso, que es de ambiente privado para el presidente y su familia, está el amplio y sencillo dormitorio presidencial, además de otras habitaciones para la familia del presidente y sus visitas, adornado con cuadros de antiguos mandatarios y pinturas de la era virreinal. Las ventanas dan al jardín trasero del palacio limitadas por rejas enormes que unen los dos brazos de la fachada. Afuera de la Residencia, se encuentra un amplio patio donde se cultivan diversas flores y cultivos muy inéditos, además de ser el hogar de algunos animales que viven en el patio de la residencia. Este patio tiene una salida que conecta con la entrada a la Casa de la Literatura.

## Patio de Honor
El Patio de Honor y la fachada principal fue diseñada por el arquitecto Ricardo de Jaxa Malachowski. En el patio alberga un obelisco colocado en lado derecho, en homenaje a las víctimas que combatieron al terrorismo entre 1980 y el 2000.
El lugar se realiza el tradicional cambio de guardia que protagoniza todos los días del año a partir de las 11:30 a. m.. por el regimiento de caballería “Mariscal Domingo Nieto” que forma parte de la escolta del Presidente de la República.

## Guardias del Palacio

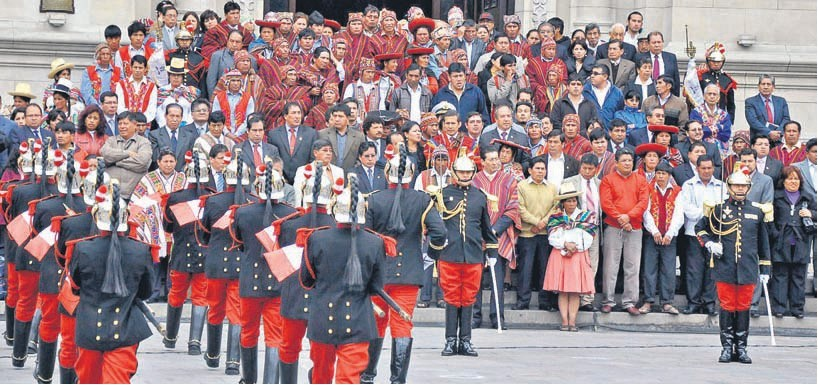
El expresidente del Perú Ollanta Humala junto a una delegación de la ciudad de Chinchero (Cuzco) presencia el Cambio de Guardia.

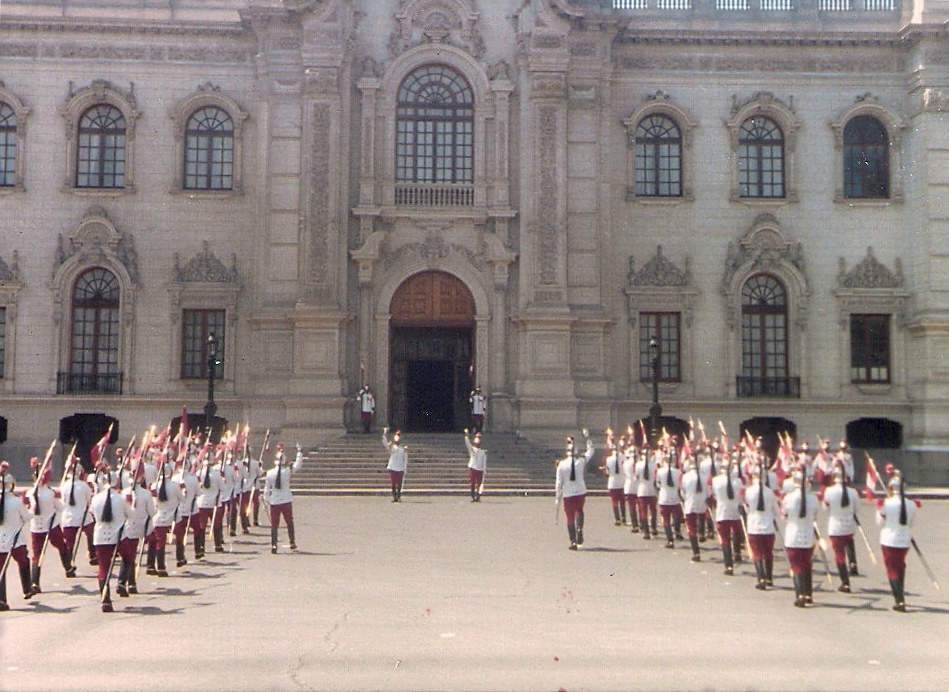
Ceremonia del cambio de guardia por los Dragones del Regimiento de Caballería «Mariscal Domingo Nieto» 1990.

En el Perú la custodia de las autoridades ha sido un elemento característico de la función policial, y la relación entre los cuerpos policiales y la seguridad de quienes ejercen la conducción del país y de la sede que ocupan, como el Palacio de Gobierno del Perú, es larga en el tiempo y en la historia.
La Compañía de Alabarderos de la Guardia Real de Infantería del Virrey, cuya misión era dar seguridad y protección al representante del rey de España en el Perú, es el primer precedente de esta función policial especial y fue uno de los precursores institucionales de lo que es la seguridad del Estado.
La Compañía de Alabarderos fue creada por el virrey Antonio de Mendoza y Pacheco, Comendador de Socuéllamos en el siglo XVI, y desde su creación tuvo como misión el resguardo de la persona del virrey, también cumplía labores de cuidado del orden público e intervendrían contra bandoleros y cimarrones.
En la República, la seguridad de los mandatarios y del palacio fue responsabilidad de los Cuerpos del Ejército, alternando estos -cuando se consideraba necesario- con los Cuerpos Policiales, como la Gendarmería Nacional del Perú, cuando ocurrió el asesinato de Manuel Pardo y Lavalle en 1878, o la Guardia Civil del Perú, cuando defendió el Palacio de Gobierno en los momentos en que el caudillo Nicolás de Piérola tomó el poder en diciembre de 1879.
Poco tiempo después de inaugurado el nuevo palacio en 1938, el Regimiento de Caballería de Guardias Dragones Mariscal Domingo Nieto Escolta del Presidente de la República del Perú, Unidad de Dragones, perteneciente al Ejército del Perú y dependiente de la Casa Militar del Palacio fue la encargada de cumplir la misión de Guardia de Honor del Palacio, además de realizar, desde 1904, la función de Guardia Montada del Presidente de la República, desempeñando, además, otras funciones protocolares, mientras que la función de Guardia de Seguridad del Palacio era responsabilidad de la Compañía de Ametralladoras de Palacio que era una unidad del Cuerpo de Seguridad de la República desde 1934.
En febrero de 1987 el presidente Alan García, ordenó la desactivación de este regimiento reemplazándolo por el Regimiento de Caballería Glorioso «Húsares de Junín n.º 1» - Libertador del Perú, creado por José de San Martín.
Sin embargo mediante la Resolución Ministerial No 139-2012/DE/EP del 2 de febrero de 2012, firmada durante el gobierno de Ollanta Humala, se aprobó y se autorizó la reactivación del Regimiento de Caballería de Guardias Dragones «Mariscal Domingo Nieto» como escolta del presidente, dándole como misión principal la de garantizar la seguridad del mismo y del Palacio de Gobierno.
Todos los días a las 12:00 horas el Regimiento de Caballería de Guardias Dragones «Mariscal Domingo Nieto» realiza su tradicional ceremonia del Cambio de Guardia. Los alrededores del palacio de gobierno son resguardados por miembros del Departamento de Control de Disturbios de la Policía Nacional del Perú mientras que la seguridad y protección permanente que se da al presidente está a cargo de la División de Seguridad Presidencial de la Dirección de Seguridad del Estado de la Policía Nacional del Perú.

## Galería de imágenes

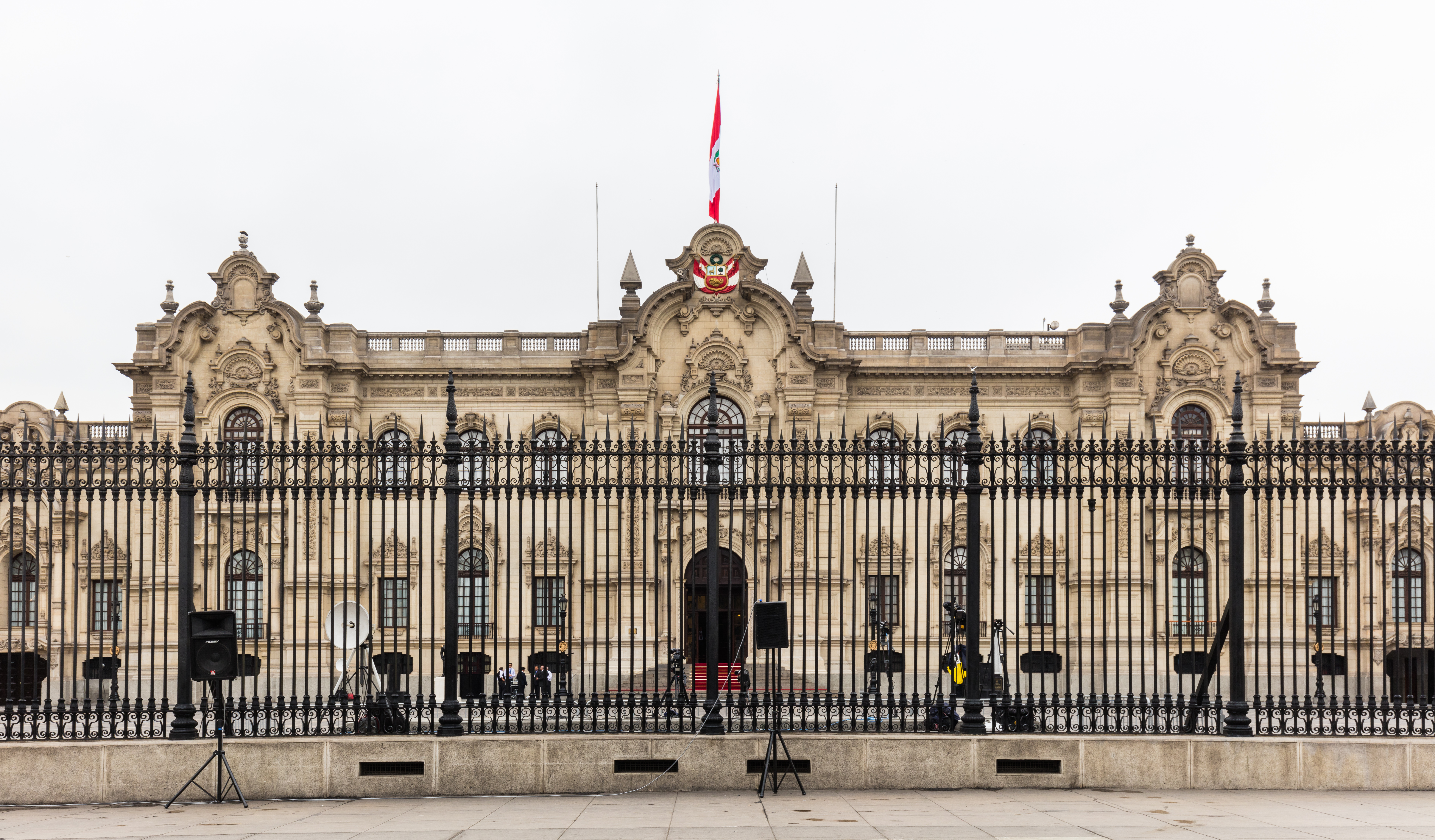
Vista del palacio con su verja.
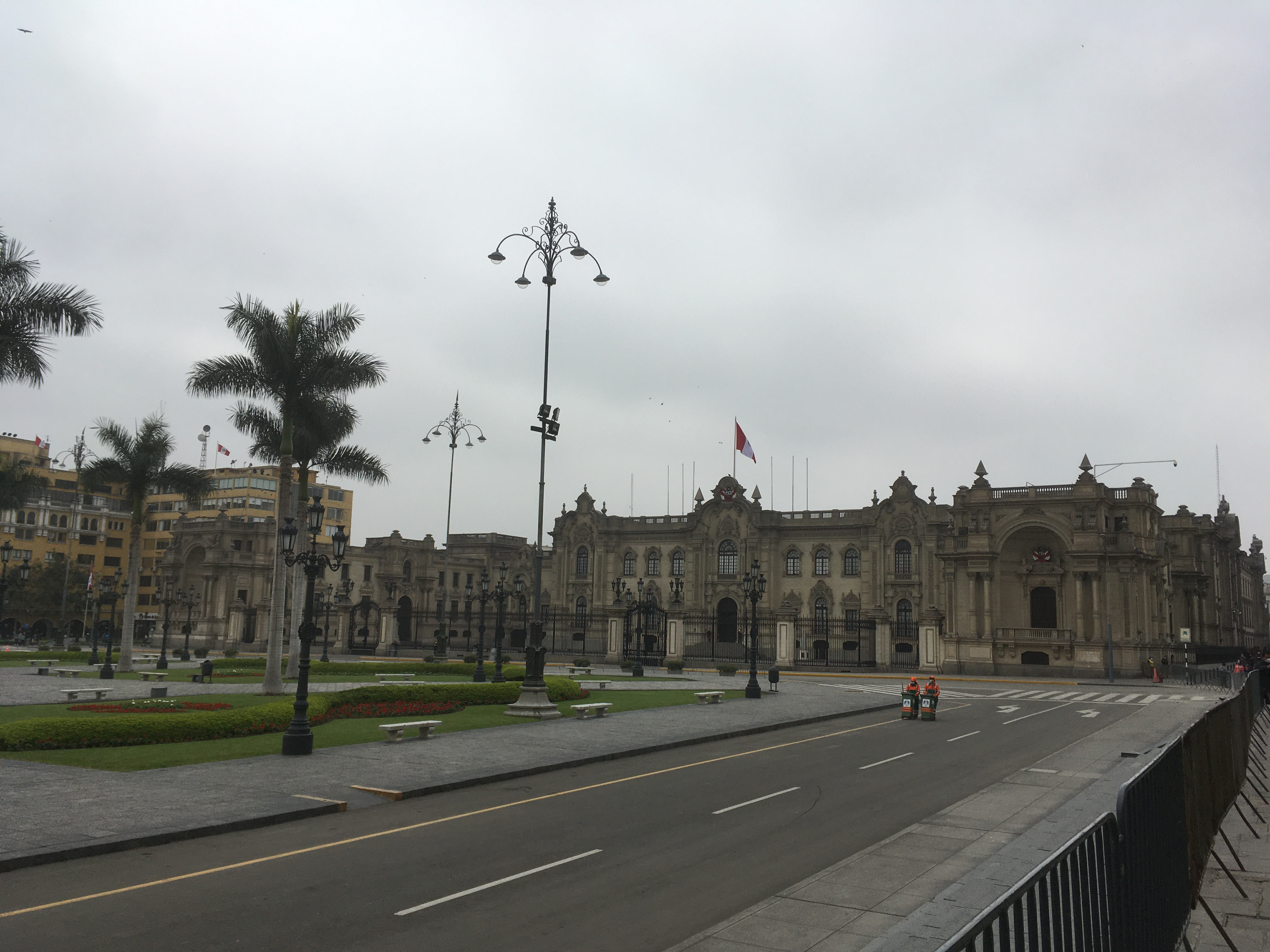
Vista desde la Catedral de Lima
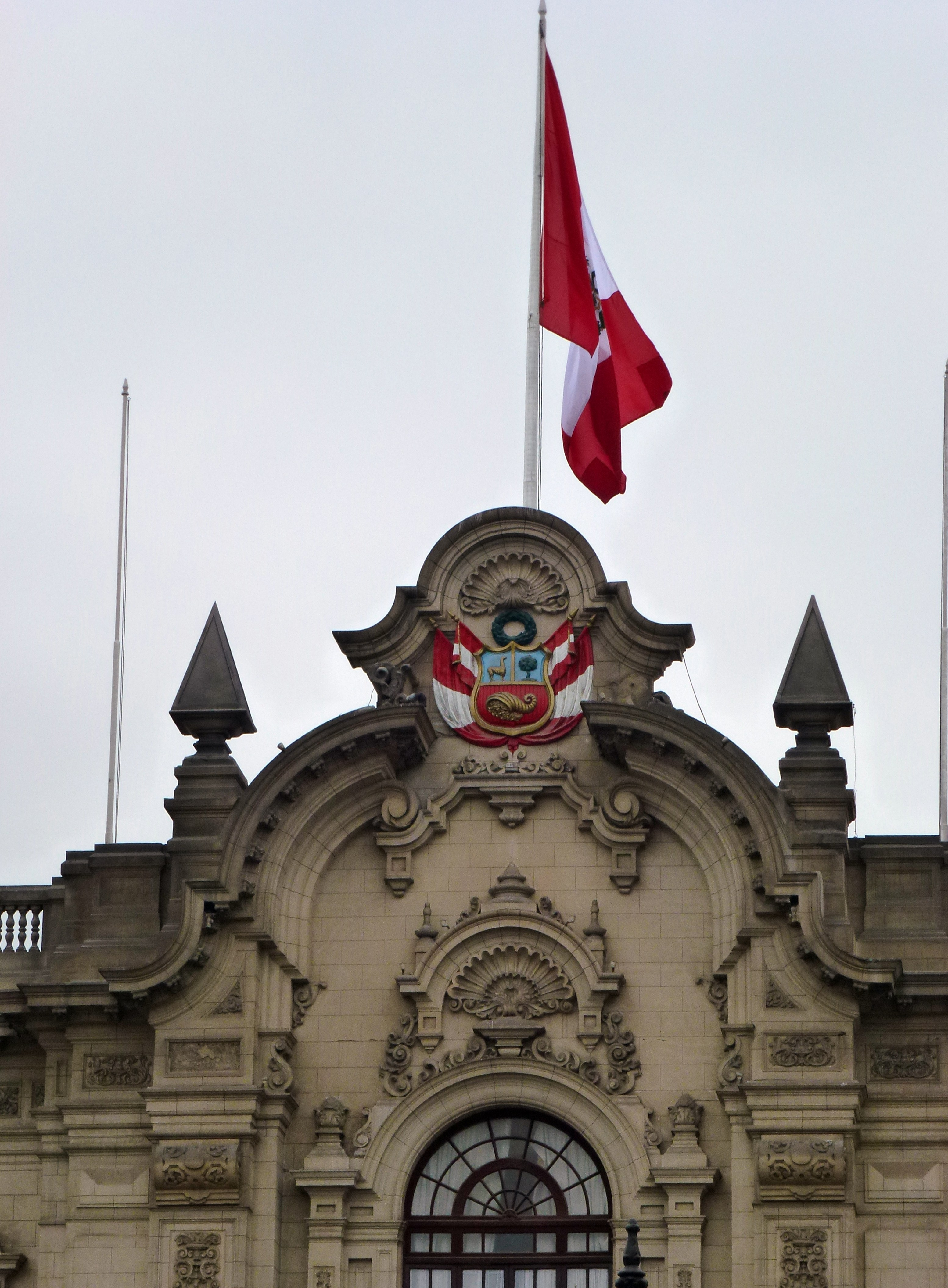
Detalle de la fachada.
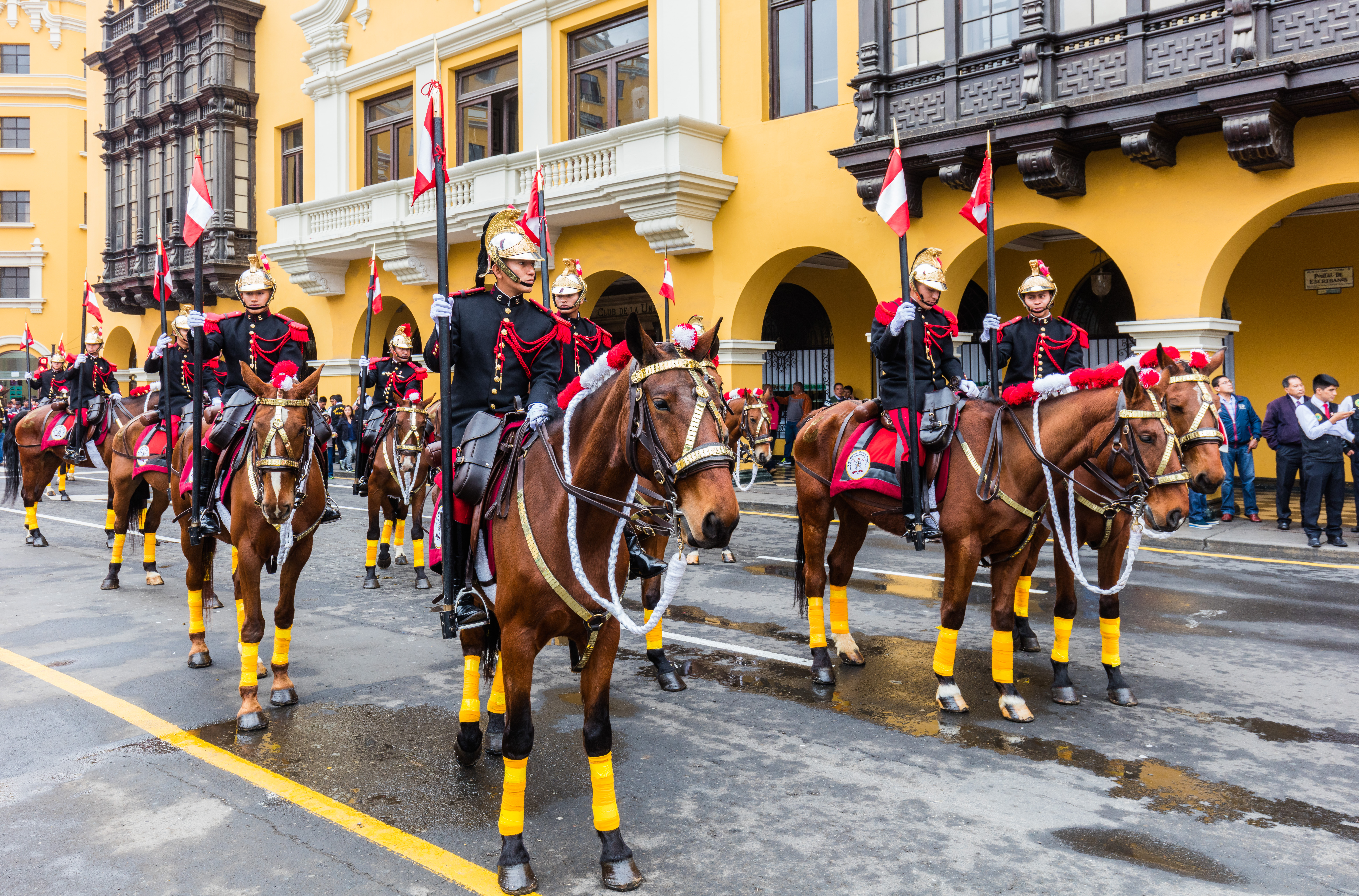
Escolta presidencial frente al palacio.
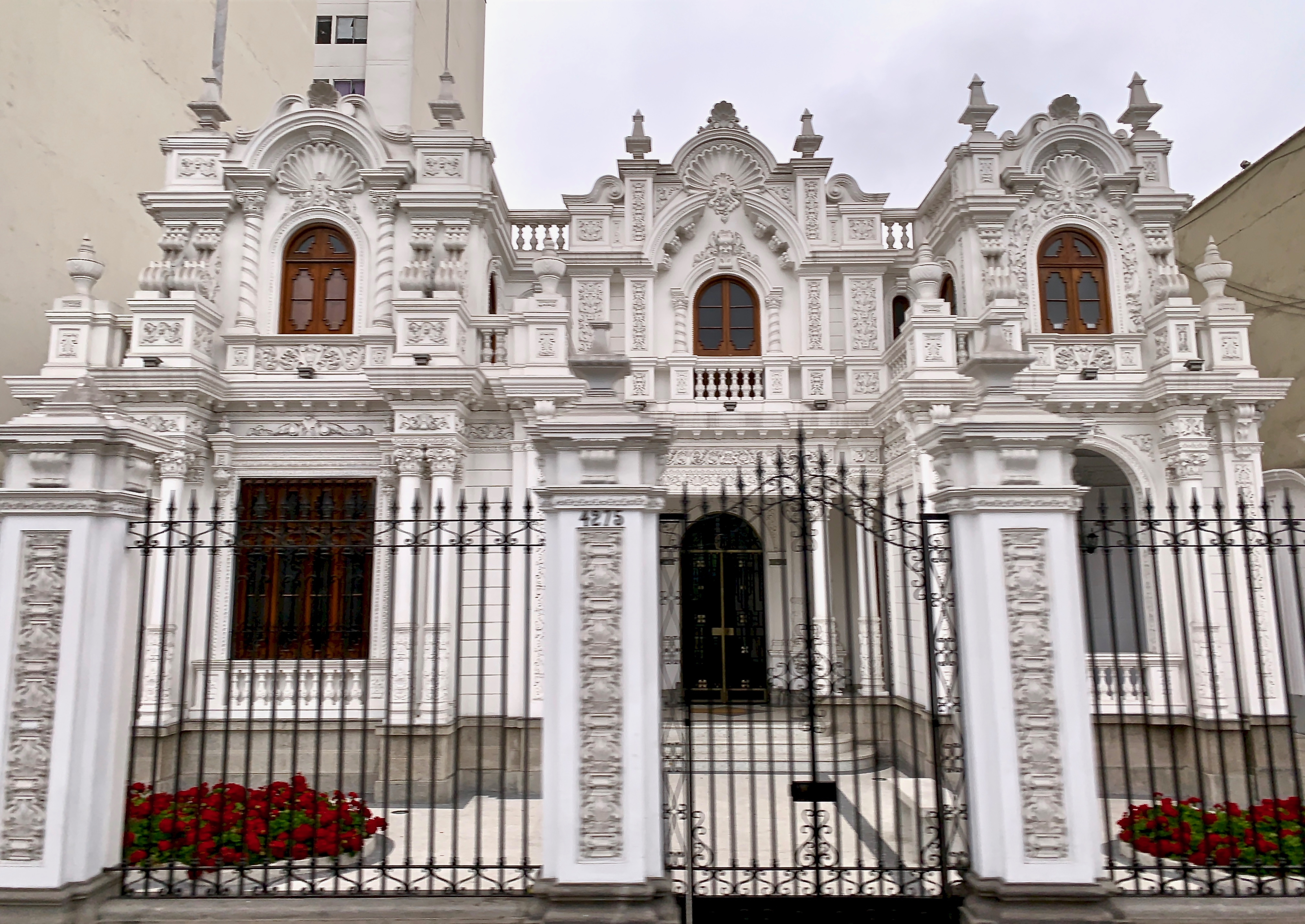
Casona Suárez en Miraflores